# Pingst – fria församlingar i samverkan
Riksföreningen Pingst – fria församlingar i samverkan (kortform Pingst FFS), som bildades 2001, är en ideell förening som består av 439 av Sveriges pingstförsamlingar vilka omfattar 87 392 medlemmar. Sedan oktober 2023 är Pelle Hörnmark tillförordnad föreståndare. Riksföreningen Pingst FFS är medlem av Pentecostal European Fellowship (Europeiska pingstgemenskapen) och Pentecostal World Fellowship (Internationella pingstgemenskapen).
Många av Riksföreningen Pingst FFS:s församlingar tillhör även Trossamfundet Pingst – fria församlingar i samverkan (med år 2015 310 medlemsförsamlingar).
Samtal förekommer även med andra pingstförsamlingar i Sverige, såsom Iglesia Nueva Creación och Redeemed Christian Church of God (RCCG Sverige).

## Föreståndare
- 2001–2008 Sten-Gunnar Hedin
- 2009–2015 Pelle Hörnmark
- 2016–2023 Daniel Alm
- 2023–          Pelle Hörnmark (tf)